# Romanță pentru o coroană
Romanță pentru o coroană (titlul original: în cehă Romance za korunu) este un film de comedie-muzicală cehoslovac, realizat în 1975 de regizorul Zbynek Brynych, protagoniști fiind actorii Erik Pardus, Miroslava Šafránková, Petr Nárožný și Helena Vondráčková.

## Distribuție
- Erik Pardus – ucenicul Josef Vorel numit Píďa
- Miroslava Šafránková – ucenica Maruna
- Petr Nárožný – șeful Lojzík în Clubul de juniori SSM
- Helena Vondráčková – ea însăși, cântăreața
- Tomáš Stengl – ucenicul Vašek
- Valerie Chmelová – gazda
- Oskar Gottlieb – animator
- Ludmila Roubíková – bucătăreasa
- Renata Mašková – ucenica Renata
- Zuzana Cimlerová – ucenica Zuzana
- Dana Homolková – ucenica Jitka
- Šárka Nováková – ucenica Šárka
- Daniela Čtvrtníková – Daniela
- Jarmila Říhová – Jarmila
- Petr Skarke – campionul de la Tesla
- Vlasta Kahovcová – membra grupului Babety
- Jiří Schelinger – el însuși
- Karel Gott – el însuși
- František Ringo Čech – el însuși
- Karel Svoboda – el însuși
- Felix Slováček – el însuși
- Naďa Urbánková – ea însăși
- Ladislav Štaidl – el însuși
- Rudolf Cortés – el însuși
- Jiří Brabec – el însuși
- Karel Augusta – campionul sălii de jocuri

## Melodii din film
- Tvuj stín se má – muzica Ladislav Staidl, textul Zdenek Rytír, interpret Karel Gott
- A stacilo jen zavolat – muzica Ladislav Staidl, textul Zdenek Borovec, interpret Nada Urbánková
- Mít talent co mel Paganini – muzica Karel Svoboda, textul Zdenek Borovec, interpret Karel Gott
- Nejmín stárne klaun – muzica Karel Svoboda, textul Zdenek Borovec, interpret Rudolf Cortés
- Vyskoc, vstávej, dej se k nám – muzica Karel Svoboda, textul Frantisek Cech, interpreți Karel Gott, Helena Vondráčková și Jirí Schellinger
- Hudba radost dává – muzica Karel Svoboda, textul Frantisek Cech, interpret Jirí Schellinger
- Nejkrásnejsí na svete je láska – muzica Karel Svoboda, textul Zdenek Borovec, interpret Helena Vondrácková
- Kazdé ráno se mi o tom zdá – muzica Karel Svoboda, textul Zdenek Borovec, interpret Helena Vondrácková
- Záhadnou lásku mám – muzica Karel Svoboda, interpret Karel Gott